# 小行星2362
小行星2362（2362 Mark Twain）是一颗围绕太阳公转的小行星。1976年9月24日，尼古拉·切爾尼赫在克里米亚发现了此天体。
該小行星以美國作家馬克·吐溫命名。
这颗小行星的绝对星等为350.71107等。